# التنریت
التنریت (به آلمانی: Altenriet) یک شهرداری در آلمان است که در بادن-وورتمبرگ واقع شده‌است.

## خصوصیات
التنریت ۳٫۳۵ کیلومترمربع مساحت دارد ۴۰۳ متر بالاتر از سطح دریا واقع شده‌است.